# Øster Lindet
Øster Lindet is een plaats in de Deense regio Zuid-Denemarken, gemeente Vejen. De plaats telt 421 inwoners (2020).